# بانكوك
بانكوك أو بَنْكُوك (بالتايلاندية: กรุงเทพมหานคร) هي عاصمة تايلاند وأكثر مدنها اكتظاظًا بالسكان. تشغل المدينة مساحة 1,568.7 كيلومترًا مربعًا (605,7 ميلًا مربعًا) في دلتا نهر تشاو فرايا وسط تايلاند ويقدر عدد سكانها نحو 9,0 مليون نسمة اعتبارًا من عام 2021، أي ما نسبته 13% من سكان البلاد. يعيش أكثر من 17,4 مليون شخص (25%) داخل منطقة بانكوك الحضرية المحيطة وفقًا لتقديرات عام 2021، ما يجعلها مدينة رئيسة إلى حدٍّ كبير، تتضاءل أمامها المراكز الحضرية الأخرى في البلاد من حيث الحجم والأهمية في الاقتصاد الوطني.
تعود بانكوك في جذورها التاريخية إلى كونها مركز تجاري صغير خلال حقبة مملكة أيوثايا في القرن الخامس عشر، نما هذا المركز في النهاية وأصبح موقعًا لمدينتين عاصمتين هما مملكة ثونبوري في عام 1767 وراتاناكوسين في عام 1782. كانت بانكوك في قلب موجة الحداثة التي شهدتها سيّام التي أعيدت تسميتها لاحقًا بتايلاند، وذلك خلال أواخر القرن التاسع عشر، حيث واجهت البلاد ضغوطًا من الغرب. وشهدت المدينة أيضًا صراعات سياسية عاشتها تايلاند طوال القرن العشرين، إذ ألغت البلاد الملكية المطلقة وتبنت الحكم الدستوري وخضعت لانقلابات عدة ولعديدٍ من الانتفاضات. شهدت المدينة التي دُمجت كمنطقة إدارية خاصة تحت إدارة بانكوك الحضرية في عام 1972 نموًّا سريعًا خلال ستينيات القرن العشرين وحتى الثمانينيات، وهي تمارس الآن تأثيرًا كبيرًا على السياسة والاقتصاد والتعليم والإعلام والمجتمع الحديث في تايلاند.
دفع ازدهار الاستثمار الآسيوي (اقتصادات شبل النمر) في ثمانينيات وتسعينيات القرن العشرين عديدًا من الشركات المتعددة الجنسيات إلى إنشاء مقراتها الإقليمية في بانكوك. وأصبحت المدينة اليوم قوة إقليمية في مجال التمويل والأعمال والثقافة الشعبية. وهي مركز دولي للنقل والرعاية الصحية، وبرزت كمركز للفنون والأزياء والترفيه. تشتهر المدينة بحياة الشوارع والمعالم الثقافية، فضلًا عن مناطق الضوء الأحمر (مناطق المتعة). يقوم كل من القصر الكبير والمعابد البوذية بما في ذلك معبدي وات آرون ووات فو، على النقيض من مناطق الجذب السياحي الأخرى كمشاهد الحياة الليلية في خاوسان رود وباتبونغ. تعد بانكوك من بين أفضل الوجهات السياحية في العالم وسُميت لأكثر من مرة المدينة الأكثر زيارة في العالم في عديدٍ من التصنيفات الدولية.
أدى النمو السريع في بانكوك مع ضآلة التخطيط الحضري إلى ظهور مشهد معماري اعتباطي وبنية أساسية غير كافية. وعلى الرغم من شبكة الطرق السريعة والواسعة، فإن شبكة الطرق غير الكافية واستخدام السيارات الخاصة على نحو كبير أدى إلى تكدّس مروري مزمن ومعيق، ما تسبب في تلوث هوائي حاد في تسعينيات القرن العشرين. فلجأت المدينة منذ ذلك الحين إلى وسائل النقل العام في محاولة لحل المشكلة وقامت بتشغيل 10 خطوط سكك حديدية حضرية وبناء وسائل نقل عام أخرى؛ إلا أنّ الازدحام لا يزال مشكلة سائدة.

## التسمية
الاسم الكامل هو:
- بالتايلندية: กรุงเทพมหานคร อมรรัตนโกสินทร์ มหินทรายุธยา มหาดิลกภพ นพรัตน์ราชธานีบุรีรมย์ อุดมราชนิเวศน์มหาสถาน อมรพิมานอวตารสถิต สักกะทัตติยะวิษณุกรรม (المحولة: كرونتب مهانيكون أمن رتناقصين ماهينترا يعطي ماهديلك بوب نبرات راتشاني بوريروم أدومرتشنيوت ماهساتان أمن بيمن أوطان ستيت ساكتتيي وزنكم برأسية)

ประสิทธิ์ 
- معناه: «مدينة الملائكة، مدينة كبيرة، مقر بوذا من الزمرد، المدينة المستعصية للإله إندرا، العاصمة الكبيرة مقطوعة بتسع من حجارة الكريمة، المدينة السعيدة، السخية داخل القصر الملكي مثل المنزل السماوي، مملك الرب المشخص، مدينة مخصصة لإندرا التي بناها Vishnukarn » الاسم مركب من لغتين هنديتين قديمتين: البالي وسنسكريتية.

كتاب غينيس للأرقام القياسية يسجل هذا الاسم كأطول اسم لمكان في العالم.
يذكر أنه التسمية بانكوك لم يستعملها التايلنديون منذ تشييد العاصمة. حتى أن بعض سكان القرى لم يسمع بهذا الاسم قط. ولأسباب مجهولة يستمر الأجانب ولأكثر من 200 سنة بالاعتقاد على أنه الاسم الرسمي.
أحد التفاسير للاسم يقول أنه اختصار Bang Ma-Kok التي تعني مكان غرس أشجار الزيتون. والجزء bang كثير الاستعمال في أسماء المدن الواقعة على ضفاف بحر أو نهر. Ma-kok يعني برقوقة جافا.
تفسير آخر للخمير Beung Kok : «الأرض التي تفيض (beung) كثيرة القصب (kok)».

## نظرة عامة
بسبب موقعها الاستراتيجي في جنوب شرق آسيا كانت بانكوك منطقة عازلة بين الإمبراطوريات الاستعمارية الفرنسية والبريطانية وقد اكتسبت سمعة كمدينة مستقلة ومستقرة وحيوية، حاليا تعتبر بانكوك عاصمة البلاد والمركز السياسي والاجتماعي والاقتصادي في تايلاند وواحدة من المدن الرائدة في جنوب شرق آسيا خلال الفترة من 1980 إلى 1990 ازدهرت الاستثمارات الآسيوية.
والشركات المتعددة الجنسيات والكثير جعل من مقارها الإقليمية في بانكوك وتعتبر بانكوك قوة إقليمية في مجال التمويل والأعمال والسياسة العالمية.، والثقافة، والأزياء والترفيه وتؤكد مكانتها كمدينة عالمية في عام 2009 كانت المدينة الثانية الأكثر تكلفة في جنوب شرق آسيا وراء سنغافورة تستقطب بانكوك حوالي 10 ملايين زائر دولي سنويا وتعتبر الثانية بعد لندن.

## تاريخ المدينة

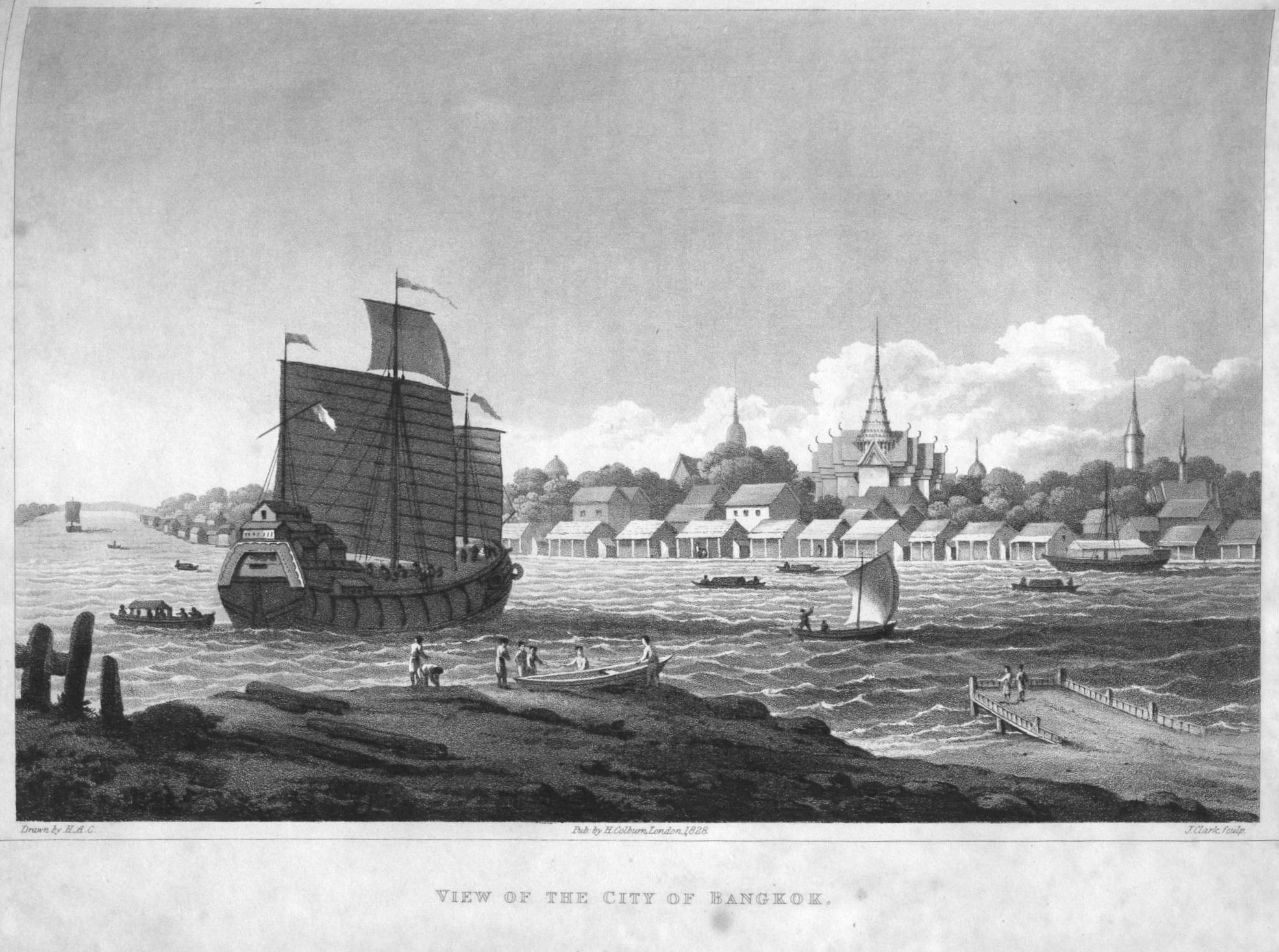
"منظر لمدينة بانكوك" من كتاب "مذكرات سفارة الحاكم العام للهند إلى بلاط سيام وكوشين-الصين" لجون كروفورد (تاريخ النشر ١٨٢٨)؛ عن رحلته إلى سيام وكوشين-الصين عام ١٨٢٢.

كانت بانكوك (حاليا حي تونبوري) قرية صغيرة الضفة الشرقية نهر تشاو فرايا تسمي كرونغ تيب. بعد تدمير البيرمانيين للعاصمة أيوثايا الواقعة شمال كرونغ تيب سنة 1767، انسحب الجنرال تاكسين لقرية كرونغ تيب ليبني عاصمة مملكة ثونبوري الجديدة، لأسباب دفاعية إتخذ الجنرال تأكسين قرية كرونغ تيب في سنة 1782م عاصمة للبلاد وشرع في تشييد الحصون والبنايات وشيد القصر الملكي ومعبد بو وأحاط المدينة بسور طولة 7.2كم له 63 بوابة و 15 حصناً وزاد خلفاء الجنرال تاكسين في عمرانها وتوسيع رقعتها وتحسينها. فكثرت مساكنها الثابتة وشقت الطرقات والشوارع وأقيمت فيها المعابد البوذية بكثرة (اليوم أكثر من 400 معبد) وكذلك القصور والحدائق والجسور والتحصينات، كما وصلت إليها السكة الحديدية عام 1900، وافتتحت فيها أول جامعة هي جامعة تشولالونغكورن عام 1917.

## التقسيمات الإدارية
بانكوك هي واحدة من منطقتين إداريتين خاصتين في تايلاند حيث يجري فيها التصويت لإختيار المحافظ عكس المحافظات الأخرى تنقسم المدينة إلى 50 بلدية داخلية والتي تنقسم إلى تقسيمات إدارية أخرى (أحياء) بعدد 169 حي. تدار كل بلدية من قبل رئيسها الذي يعينة المحافظ عبر مجلس المقاطعات وينتخب المجلس لمدة أربع سنوات.

التقسيمات الادارية للعاصمة بانكوك

| 1. مقاطعة ناخون فري 2. مقاطعة دوسيت 3. مقاطعة نونغ تشوك 4. مقاطعة بانغ بانك 5. مقاطعة بانغ كين 6. مقاطعة بانغ باكا 7. مقاطعة باثون وان 8. مقاطعة بوم برأب سترو فا 9. مقاطعة فراي خانونج 10. مقاطعة بوري مين 11. مقاطعة ليت كرابانج 12. مقاطعة نوى يان 13. مقاطعة سامفانثاونج 14. مقاطعة فري ناي 15. مقاطعة بوري ثون 16. مقاطعة ياي بانكوك 17. مقاطعة كونج هواي 18. مقاطعة سان خلونج 19. مقاطعة تشان تالينج 20. مقاطعة نوى بانكوك 21. مقاطعة بانغ كيان تان 22. مقاطعة فري شارون 23. مقاطعة نونغ كيم 24. مقاطعة ريت برينان 25. مقاطعة بانغ فلات | 1. مقاطعة دان ديانغ 2. مقاطعة كوم بوينج 3. مقاطعة ستون 4. مقاطعة سو بانغ 5. مقاطعة تشاتوتشاك 6. مقاطعة بانغ خو لام 7. مقاطعة برويت 8. مقاطعة توي خلونج 9. مقاطعة لوانغ سوان 10. مقاطعة ثونغ كوم 11. مقاطعة موانج دون 12. مقاطعة راتشاثيوي 13. مقاطعة لات فري 14. مقاطعة واتانا 15. مقاطعة بانغ كيان 16. مقاطعة لاك ساي 17. مقاطعة ماي ساي 18. مقاطعة ياو نا خان 19. مقاطعة سونغ سعفان 20. مقاطعة ونغ تونغلانغ 21. مقاطعة وسام خلونج 22. مقاطعة بانج نا 23. مقاطعة تأوي واتانا 24. مقاطعة كرو لقي 25. مقاطعة بانغ بوم |

## الموقع
تقع مدينة بانكوك في الجنوب الغربي من مملكة تايلاند على الضفة الشرقية من نهر تشاو فرايا الذي يصب في خليج تايلاند القريب من المدينة.
لذلك تعتبر بانكوك الميناء الرئيسي بالإضافة إلى كونها أيضا مركز صناعي هام واعتبارها السوق الرئيسي للمجوهرات والحلي في هذا البلد.
تعتبر بانكوك واحدة من أسرع مدن جنوب شرق آسيا نمواً ونشطاً اقتصادياً.
ولذلك فإن التايلنديين يعتقدون أن مدينتهم المتنامية باضطراد أصبح باستطاعتها أن تظهر كمحور ونقطة إقليمية منافسة لهونغ كونغ وسنغافورة.
لكن في الحقيقة، لا زالت مدينة بانكوك تعاني من مشاكل عديدة في البنية التحتية ومشاكل أخرى اجتماعية وذلك نتيجة النمو الهائل المستمر باضطراد في السكان.
في بانكوك يمكن تناول ألذ الأكلات البحرية في مطعم يؤكد بأنه يمكن الحصول فيه على كل المخلوقات البحرية التي يمكن أن يأكلها الإنسان. وتعتبر بانكوك واحدة من أكثر الوجهات السياحية شعبية في العالم، حيث تمثل السياحة في تايلند حوالي 6% من اقتصادها المتنامي.
من معالم تايلند السياحية جزيرة بتايا التي تشتهر بالمناظر السياحية وللوصول لها يستوجب على السائح تأجير أحد المراكب الصغيرة وأفضلها ذات القعر الزجاجي للتمتع بمناظر الأسماك الملونة والشعب المرجانية، في جزيرة بتايا تشاهد المحال البسيطة لبيع التذكارات الجميلة من الأسماك الشوكية الكروية المنتفخة وأصداف مختلفة مشكلة بأسلوب جميل. وكذلك جزيرة بوكيت في الجنوب الأقصى للبلاد التي يعتبرها البعض من أروع المعالم السياحية في العالم.

## المناخ
قامت بانكوك على دلتا النهر بعيدة عن البحر نحو 40كم في سهل منبسط واطئ تربته خصبة ومياهه غزيرة، ويتلقى أمطاراً سنوية متوسطها أعلى من 1500مم في مناخ حار رطب استوائي تهطل أمطاره أغلب الأيام إلا الفصل الجاف بين كانون الأول حتى شباط. وتراوح درجة الحرارة السنوية فيه بين 25-30 درجة مئوية.
| البيانات المناخية لـبانكوك (1961-1990) | البيانات المناخية لـبانكوك (1961-1990) | البيانات المناخية لـبانكوك (1961-1990) | البيانات المناخية لـبانكوك (1961-1990) | البيانات المناخية لـبانكوك (1961-1990) | البيانات المناخية لـبانكوك (1961-1990) | البيانات المناخية لـبانكوك (1961-1990) | البيانات المناخية لـبانكوك (1961-1990) | البيانات المناخية لـبانكوك (1961-1990) | البيانات المناخية لـبانكوك (1961-1990) | البيانات المناخية لـبانكوك (1961-1990) | البيانات المناخية لـبانكوك (1961-1990) | البيانات المناخية لـبانكوك (1961-1990) | البيانات المناخية لـبانكوك (1961-1990) |
| الشهر                                  | يناير                                  | فبراير                                 | مارس                                   | أبريل                                  | مايو                                   | يونيو                                  | يوليو                                  | أغسطس                                  | سبتمبر                                 | أكتوبر                                 | نوفمبر                                 | ديسمبر                                 | المعدل السنوي                          |
| -------------------------------------- | -------------------------------------- | -------------------------------------- | -------------------------------------- | -------------------------------------- | -------------------------------------- | -------------------------------------- | -------------------------------------- | -------------------------------------- | -------------------------------------- | -------------------------------------- | -------------------------------------- | -------------------------------------- | -------------------------------------- |
| متوسط درجة الحرارة الكبرى °م           | 32                                     | 32.7                                   | 33.7                                   | 34.9                                   | 34                                     | 33.1                                   | 32.7                                   | 32.5                                   | 32.3                                   | 32                                     | 31.6                                   | 31.3                                   | 32.7                                   |
| متوسط درجة الحرارة الصغرى °م           | 21                                     | 23.3                                   | 24.9                                   | 26.1                                   | 25.6                                   | 25.4                                   | 25                                     | 24.9                                   | 24.6                                   | 24.3                                   | 23.1                                   | 20.8                                   | 24.1                                   |
| الهطول سم                              | 1                                      | 3                                      | 3                                      | 6                                      | 16                                     | 16                                     | 18                                     | 20                                     | 21                                     | 17                                     | 6                                      | 1                                      | 128                                    |
| متوسط درجة الحرارة الكبرى °ف           | 90                                     | 90.9                                   | 92.7                                   | 94.8                                   | 93                                     | 91.6                                   | 90.9                                   | 90.5                                   | 90.1                                   | 90                                     | 88.9                                   | 88.3                                   | 91.0                                   |
| متوسط درجة الحرارة الصغرى °ف           | 70                                     | 73.9                                   | 76.8                                   | 79.0                                   | 78.1                                   | 77.7                                   | 77                                     | 76.8                                   | 76.3                                   | 75.7                                   | 73.6                                   | 69.4                                   | 75.4                                   |
| الهطول إنش                             | 0.4                                    | 1.2                                    | 1.2                                    | 2.4                                    | 6.3                                    | 6.3                                    | 7.1                                    | 7.9                                    | 8.3                                    | 6.7                                    | 2.4                                    | 0.4                                    | 50.6                                   |
| المصدر:                                |                                        |                                        |                                        |                                        |                                        |                                        |                                        |                                        |                                        |                                        |                                        |                                        |                                        |

## معالم المدينة
تضم المدينة معابداً كثيرة ولكنها أنشئت كلها بعد أواخر القرن الثامن عشر.
- الأقدم هو وات فو (أو وات فرا تشيتوفون )، المشهور بالتمثال الكبير لبوذا متكئاً.
- حرم القصر الكبير، وتمثال بوذا من الزمرد، الشعار الوطني.
- وات بنشاما: بوفيت من رخام.
- وات ساكت : أو معبد الجبل الذهبي المبني على تلة صناعية ارتفاعها 75 متراً، وتمثال شيدي الذهبي الذي يحتوي على جزء من رماد بوذا.
- وات تريميت: يستمد مجده من تمثال بوذا الذهبي الذي يزن 5.5 طن، ويعد أكبر تمثال من الذهب في العالم.
- وات أرون : أو معبد الفجر، على شط النهر، على شكل برانغ نمط الخمير، بارتفاع 85 مترا.
- ضريح إيراوان هو تاريخ قصصية مثيرة جدا للاهتمام.
- و فيمانميك، القصر الملكي السابق الآن في المتحف، وتعتبر أكبر شركة في بناء خشب الساج ذهبية في العالم.
- متحف إيراوان (พิพิธภัณฑ์ ช้าง เอราวัณ)
- وماي تشاو Tuptim (خطابي إلى Tuptim إلهة)، مخصص للخصوبة تقع بدورها مقابل معبد سري جورو

## علاقات دولية

### توأمة
وقعت بانكوك على اتفاقيات توأمة مع عدة مدن عالمية منها:
| - واشنطن، الولايات المتحدة الأمريكية، منذ 1962 - بكين، الصين، 1993 - موسكو، روسيا، منذ 1997 - مانيلا، الفلبين، منذ 1997 - سانت بيترسبورغ، روسيا، منذ 1997 - شاوزو، الصين، منذ 2005 - سيول، كوريا الجنوبية، منذ 2006 | - أنقرة، تركيا، منذ 2006 - هانوي، فيتنام، منذ 2006 - أولان باتور، منغوليا، منذ 2006 - بريسبان، أستراليا، منذ 2007 - ميلانو، إيطاليا، منذ 2007 - ليفربول، المملكة المتحدة، منذ 2007 - محافظة فوكوكا، اليابان، منذ 2007 | - بودابست، المجر، منذ 2007 - سيدني، أستراليا، منذ 2007 - بيرث، أستراليا، منذ 2007 - ستيوردال، نرويج، منذ 2009 - إسطنبول، تركيا، منذ 2009 - قوانغتشو، الصين - راغوندا، السويد |